# Luigi Bilucaglia
Luigi Bilucaglia (Pola, 9 agosto 1891 – Padova, 14 febbraio 1971) è stato un politico e dirigente sportivo italiano.

## Biografia
Ultimo di otto fratelli, nasce a Pola da famiglia dignanese di sentimenti italiani. A quindici anni — mentre frequenta il ginnasio tedesco mancando quello italiano — entra a far parte dell'associazione segreta "Giovane Pola", di matrice irredentista, la cui vita si rivela travagliata fin dall'inizio. Sciolta d'autorità nel 1910 si ricostituisce quasi subito come "circolo culturale" sotto la presidenza di Adolfo Manzin. Base di attività patriottiche, commemorazioni e manifestazioni a favore della causa italiana nell'Adriatico durante la guerra di Libia, attrae il giovane studente al punto da fargli abbandonare gli studi per dedicarsi esclusivamente alle vicende della propria terra, all'epoca sotto dominio austro-ungarico, diventando un militante attivo del movimento mazziniano.
Fece parte della Massoneria.
Nel settembre del 1908 prende parte ai festeggiamenti italiani di Ravenna in onore di Dante. In quella occasione Istriani e Dalmati donano una lampada votiva che il sindaco di Ravenna accende con uno zolfanello della Lega Nazionale, i cui resti sono poi raccolti da Nazario Sauro e divisi col Bilucaglia come un cimelio da custodire.

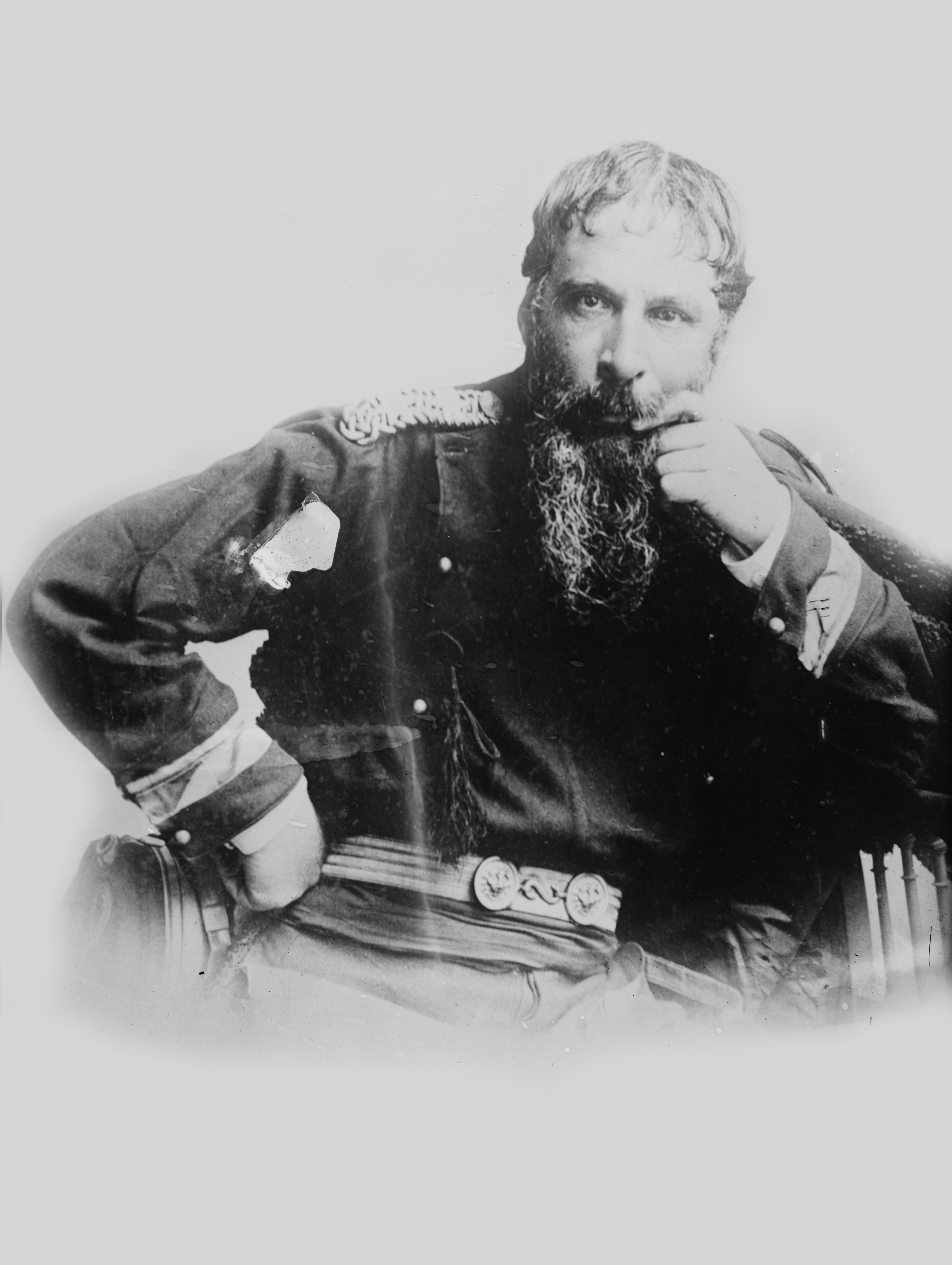
Ricciotti Garibaldi

Al ritorno a Pola viene arrestato e processato assieme ad altri irredentisti. Fedele ai suoi ideali di libertà, nel 1912 segue Ricciotti Garibaldi e combatte a favore della rivolta indipendentista albanese dall'Impero ottomano. Nuovamente arrestato e processato dagli austriaci sconta una pena di alcuni mesi, dopo la quale fonda un circolo di lettura che cela al suo interno un punto di raccolta delle energie italiane irredentiste. Nel 1914, chiamato alle armi, viene mandato a Lubiana per essere arruolato nell'esercito austriaco. Con uno stratagemma varca il confine e raggiunge Udine, divenuta il grande concentramento degli istriani irredentisti, dove assume il nome di battaglia "Mil". L'entrata in guerra dell'Italia lo coglie a Padova, dove Bilucaglia firma con Pio Riego Gambini, Piero Almerigogna e Luigi Ruzzier il proclama del 10 maggio 1915 alla gioventù irredenta, poi lanciato sulle città istriane.
II 30 maggio si arruola con il grado di tenente e il 19 luglio è ferito sul Podgora, dove perde la seconda falange dell'indice della mano destra. Per poter ritornare quanto prima al fronte si sottopone ad un intervento chirurgico e si fa togliere la prima falange che in precedenza gli era stata attaccata alla terza ma che gli impediva un corretto movimento. Quindici giorni dopo è al fronte. II 2 novembre è nuovamente ferito ferito nel combattimento del Vallone delle Acque, sempre presso Gorizia, e dopo le cure opportune riesce a tornare in prima linea, dove rimane fino alla cessazione delle ostilità.
Congedato col grado di capitano, anticipo rispetto al movimento mussoliniano, fonda a Pola il Fascio giovanile Polese, di chiara matrice mazziniana a repubblicana, che assorbe l'attività di una precedente similare iniziativa, il Fascio Grioni, del quale conserva gran parte delle forze, il gagliardetto nero stellato e l'attività calcistica. Impegnato a contrastare il coevo attivismo socialista e deciso a prendere parte all'Impresa di Fiume, il Fascio svolge nei fatti una limitata attività sul territorio trovandosi tuttavia pronto, per adesioni e potenzialità, a sostenere la causa del movimento fascista che si è nel frattempo costituito a Milano. La prima azione è una spedizione punitiva contro il locale circolo giovanile socialista per vendicare la morte di un carabiniere (23 settembre 1920), cui seguono altre azioni anti-socialiste che vedono Bilucaglia sempre in testa alle squadre.
Nel 1920, mentre gran parte dei suoi sono a Fiume con Gabriele D'Annunzio, aderisce ufficialmente al fascismo ed inizia una vera e propria attività politica. Eletto deputato nelle file del Blocco nazionale nel 1921, risultando all'epoca il più giovane parlamentare italiano, rifiuta ogni possibile carica locale per dedicarsi allo sviluppo sociale ed economico delle sue terre. Per poter meglio raggiungere i suoi traguardi nel 1928 accetta la nomina a podestà.
Sotto la sua amministrazione la città e quelle terre fino ad allora dimenticate vedono nascere iI Famedio del Marinaio italiano nella chiesa della Madonna del Mare, il Museo dell'Istria, l'erezione delle gradinate nell'Arena romana, il rilancio della squadra di calcio Grion, la costruzione del campo sportivo di Pola e vari altri impianti, la costruzione di edifici scolastici a Fasana, Lavarigo, Medolino, Monticchio e l'avvento dell'Istituto Magistrale a Pola. Sono ovviamente promosse numerose attività industriali, una nuova politica delle strade, la costruzione dell'acquedotto istriano e dei cantieri navali Scoglio-Olivi.

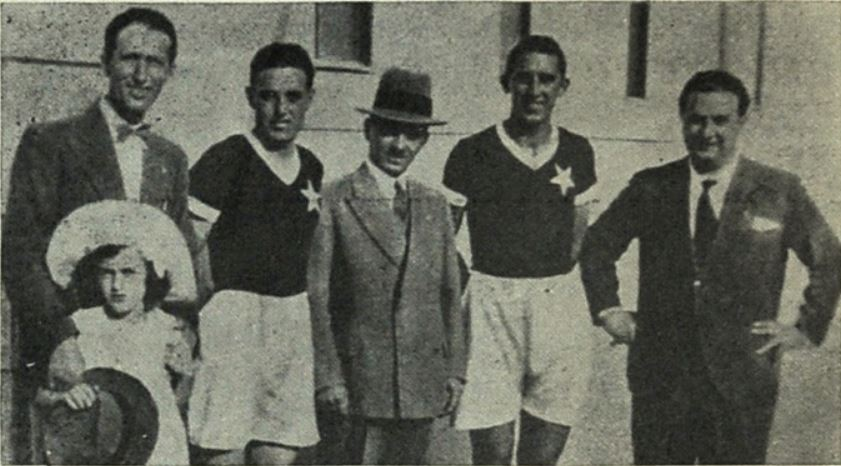
Bilucaglia, primo a sinistra, con giocatori e dirigenti del Grion

Negli stessi anni assume personalmente la presidenza del "Grion", la locale squadra di calcio nata in seno all'omonimo Fascio intitolato alla memoria di Giovanni Grion, che raggiunge l'apice della sua popolarità a partire dal 1932, quando ottiene la promozione in Serie B.
All'annuncio dell'Armistizio di Cassibile Bilucaglia, che ricopre in questo periodo la carica di federale di Pola, si schiera contro le truppe slave e tedesche in favore della popolazione italiana, rimasta abbandonata dopo i fatti del 25-26 luglio precedenti. Rimane coraggiosamente al suo posto fino al 29 aprile 1945. Al momento di lasciare per sempre la sua città, al seguito delle truppe tedesche in procinto di ritirarsi, si premura di versare alla sede locale della Banca d'Italia i 46 milioni di lire ricevuti da Mussolini per l'assistenza agli italiani. Raggiunta Padova viene arrestato e processato nel quadro dell'epurazione e del perseguimento dei reati di collaborazionismo.
Assolto da ogni accusa per aver contrastato i tedeschi e per non aver accumulato profitti, si stabilisce definitivamente con la famiglia nella stessa città, dove si ritira a vita privata mantenendosi con un impiego di ragioniere, collaborando al contempo con il Centro Studi Adriatici e con l'Associazione Italia Irredenta.